# LetsView
LetsView는 화면 미러링용 소프트웨어이다.

## 개요
LetsView는 디바이스 사이(iOS/Android/Windows/Mac 등)에서 화면 미러링하는 것에 도움이 되는 툴이다.Miracast·AirPlay·DLNA과 호환성이 있어,음성 포함으로가 화면을 스트리밍할 수 있다.

## 기능
- iOS·Android 디바이스의 화면·음성을 PC에 출력한다.
- iOS·Android 디바이스의 화면·음성을 TV에 출력한다.[2]
- PC의 화면을 PC에 출력한다.
- PC의 화면을 TV에 출력한다.
- PC의 화면을 iOS·Android 디바이스에 출력하고, 디바이스로부터 PC를 제어한다.
- 화면 녹화·스크린샷의 촬영 화면을 풀 스크린으로 표시
- 디바이스·PC로부터 화면의 해상도를 변경 가능[3]

## 특징

### 무선 접속
- 일반 접속
- QR 코드를 스캔하고 접속
- 미러링 코드를 입력하고 접속

## 동작 환경
- iOS 9.0 및 그 이후[4]
- Android 5.0 및 그 이후[5]
- Windows 7 및 그 이후
- Mac OS 10.12 및 그 이후

## 같이 보기
- [[미러 (컴퓨팅)]
- 미라캐스트